# Laurea honoris causa

La corona di alloro simbolo di sapienza

Una laurea honoris causa, o ad honorem, (locuzioni latine per «laurea a motivo di onore») è un titolo accademico onorifico conferito da un'università (o da altra istituzione equivalente) a una persona che si è distinta in modo particolare, nella materia di laurea, nel corso della propria vita, oppure in riconoscimento di alti meriti.
Un ateneo può anche conferire una laurea honoris causa per onorare la memoria di uno studente defunto che aveva intrapreso il percorso di studi senza poterlo concludere. Tale titolo è stato spesso assegnato, per esempio, a universitari arruolati nelle forze armate e caduti in tempo di guerra.

## Storia
Negli Stati Uniti il primo titolo honoris causa è stato conferito nel 1692 dalla Università di Harvard al suo stesso presidente e agli altri due membri della Facoltà; altri esempi sono i titoli conferiti a Benjamin Franklin nel 1753 sia dall'Università di Harvard che di Yale, anche se nel diciassettesimo e diciottesimo secolo l'uso di titoli honoris causa non era molto frequente.

## Legislazione italiana
Secondo il dettato dell'art. 169 del testo unico approvato con regio decreto n. 1592/1933, può essere conferita soltanto a persone che, per opere compiute o pubblicazioni fatte, siano venute in meritata fama di singolare perizia nelle discipline della Facoltà per cui è concessa.
Inoltre, l'articolo 331 autorizza i rettori delle università "a conferire a titolo d'onore la laurea o il diploma agli studenti militari caduti in guerra e agli studenti che, dopo la guerra, sono caduti per la redenzione della patria e per la difesa della vittoria".

### Metodologie di conferimento
Tipicamente questo tipo di laurea viene conferita nel corso di una cerimonia in pompa magna, in concomitanza con le usuali cerimonie di laurea. Il ricevente viene invitato a tenere un discorso di accettazione davanti alla facoltà riunita e agli altri laureati, evento che spesso costituisce il punto saliente della cerimonia.
Talora un docente della facoltà conferenze è incaricato dal preside di tenere un discorso introduttivo, detto laudatio, la cui durata non supera quella di una lectio accademica. 
Le università possono nominare ogni anno diversi riceventi per questi titoli onorifici. Le candidature passano attraverso vari comitati prima di essere approvate definitivamente dal Ministro per l'Università e la Ricerca. I nominati vengono avvertiti solo dopo un'approvazione e un invito formale.

### Utilizzo e titolo relativo
Colui che riceve una laurea honoris causa in Italia è laureato a tutti gli effetti. L'assegnazione di una laurea honoris causa permette di fregiarsi della qualifica accademica di dottore. Per analogia iuris vengono rilasciati honoris causa anche lauree specialistiche e dottorati di ricerca, con le rispettive qualifiche di dottore magistrale e dottore di ricerca.
L'ordinamento italiano è uno dei rari casi al mondo in cui il titolo honoris causa è principalmente associato al diploma di laurea. Nella maggioranza degli altri paesi il riconoscimento di particolari meriti scientifici è comunemente premiato con il conferimento del titolo di dottore di ricerca honoris causa. Tale incongruenza è da mettere in relazione all'unicità dell'uso del titolo di "dottore" nell'ordinamento italiano rispetto all'uso internazionale, dove il "dottore" indica unicamente il dottore di ricerca.

## Titoli honoris causa "facili" e a pagamento.

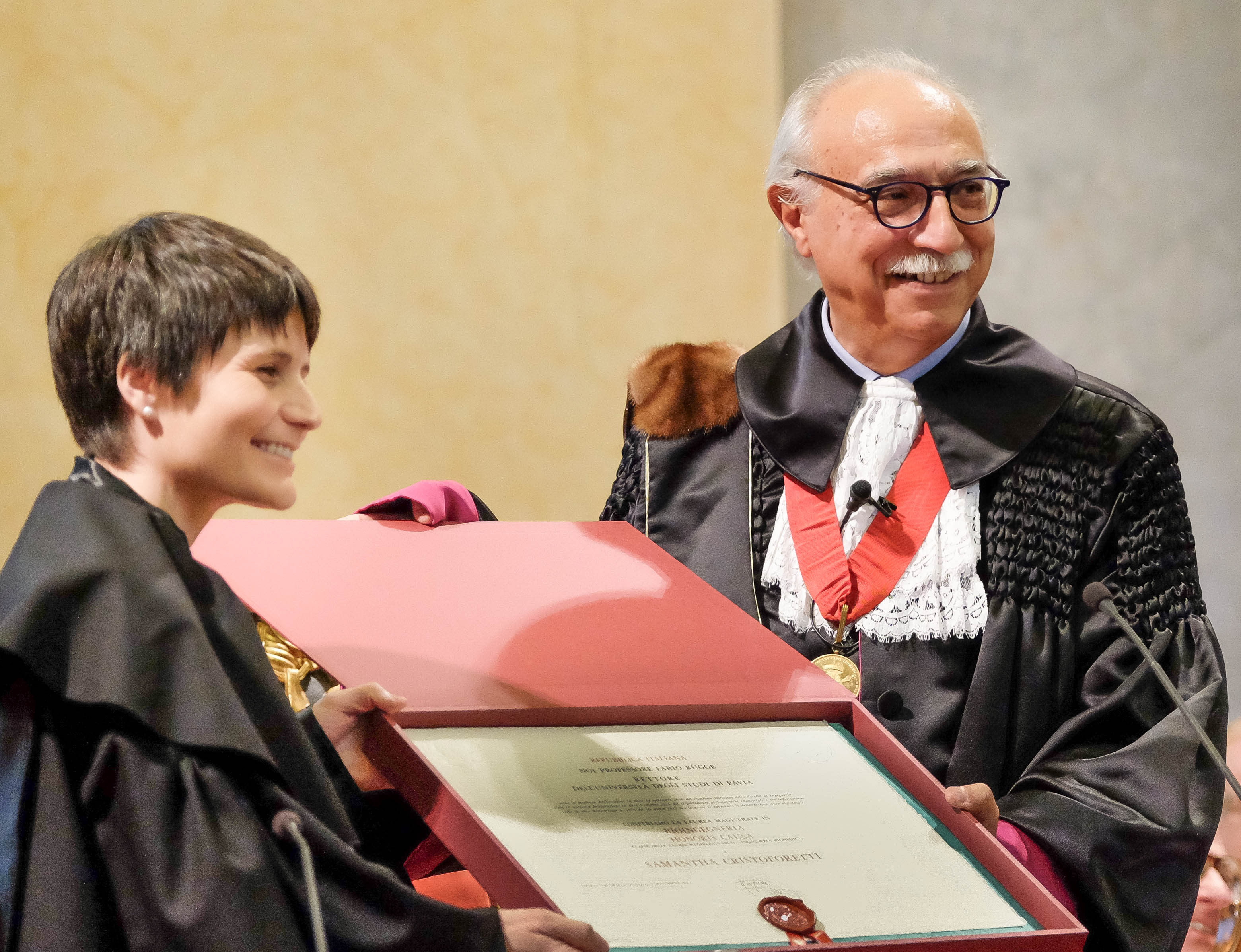
L'astronauta Samantha Cristoforetti riceve la Laurea honoris causa dall'Università di Pavia nel 2017

È stata spesso rilevata la facilità o la frequenza con cui gli atenei conferiscono il titolo a personaggi molto popolari essenzialmente per motivi di comunicazione e marketing, o addirittura per soddisfare la vanità personale. Alcuni atenei sono stati criticati per utilizzare sistematicamente i titoli honoris causa come ricompensa per i donatori che hanno corrisposto ingenti somme.
Alcune università statunitensi, ritenute fra le migliori , per statuto non rilasciano lauree o dottorati honoris causa, fra queste il Massachusetts Institute of Technology (MIT), l'Università di Stanford, la Cornell University, la Rice University e l'Università della Virginia.
Si possono trovare con estrema facilità su quotidiani o su Internet annunci che propongono l'"acquisto" a pagamento di presunti titoli, anche "honoris causa", senza nessuna necessità di sostenere esami. Il fenomeno è collegato con quello dei diplomifici (diploma mill, in inglese) e viene fatto risalire almeno al 1835; secondo W. C. Eels e H. A Haswell è evidente che da questi diplomifici si possono ottenere non solo i normali titoli, ma anche qualsiasi titolo ad honorem che l'insignito desideri, che egli abbia fatto o meno qualcosa per meritare il riconoscimento, a parte pagare la tariffa richiesta. Il fenomeno è oggetto di ampi studi accademici.